# Ozero Tiatno
Ozero Tiatno (ryska: Озеро Тятно) är en sjö i Belarus.   Den ligger i voblasten Vitsebsks voblast, i den norra delen av landet, 240 km norr om huvudstaden Minsk. Ozero Tiatno ligger 131 meter över havet. Arean är 1,2 kvadratkilometer. Den sträcker sig 1,8 kilometer i nord-sydlig riktning, och 1,1 kilometer i öst-västlig riktning.
I omgivningarna runt Ozero Tiatno växer i huvudsak blandskog. Runt Ozero Tiatno är det glesbefolkat, med 13 invånare per kvadratkilometer.